# Omaha hold 'em
Omaha hold 'em (ou Omaha holdem ou simplesmente Omaha) é uma variante de pôquer derivada do Texas hold 'em, onde cada jogador recebe quatro cartas fechadas, das quais se usa duas, e cinco cartas comunitárias, das quais se usa três, para se formar a melhor mão de cinco cartas pra se ganhar o pote.

## Regras
O formato do Omaha hold 'em é muito semelhante ao do Texas hold 'em.
O jogo é disputado entre duas e nove pessoas numa mesa, onde os dois jogadores a esquerda do botão obrigatoriamente tem que os blinds num valor pré-determinado. Depois são distribuídas quatro cartas fechadas para cada jogador. Após a distribuição começa a primeira rodada de apostas (chamada de pré-flop) começando pelo jogador que está a esquerda do big blind. O jogo continua se pelo menos dois jogadores pagarem as apostas.
Após as apostas são abertas as cartas comunitárias. Primeiro são abertas três cartas, chamadas de flop, depois de mais uma rodada de apostas, é aberta mais uma carta, chamada de turn, depois de outra rodada de apostas é aberta a última carta, chamada de river. Após uma última rodada de apostas, quem tiver a melhor mão de cinco cartas, combinando duas das quatro cartas de sua mão com três das cinco cartas comunitária vence o jogo.

## Pot-limit Omaha
Pot-limit Omaha (frequentemente abreviado para PLO) é amplamente popular na Europa e tem se tornado cada vez mais popular no restante do mundo. Atualmente é a segunda forma de pôquer mais jogada. A variante mais comum é apenas high, mas também pode ser jogado como high-low (Hi/Lo). 

A PLO ganhou bastante visibilidade por ser muito semelhante ao Hold'em, em que os jogadores já estão familiarizados e também por ser um jogo de extrema ação.

As duas principais diferenças que essa forma de pôquer apresenta da modalidade Hold'em estão no número de cartas fechadas iniciais - No Hold'em os jogadores recebem duas cartas, enquanto no Omaha recebem quatro - e em como a mão é feita - No Omaha existe uma regra principal que obriga os jogadores a utilizarem apenas duas cartas de sua mão e três da mesa -
O Pot-limit também conta com uma mudança no sentido de poder apostar apenas a quantia existente no pote. Ou seja, não é possível ir All-in diretamente como no No-Limit.

## Omaha Hi
É igual as outras versões de pôquer, o objetivo do omaha é levar o pote e, onde o pote é dinheiro apostado por todos os jogadores em uma mão. Se ganha o pote ao mostrar as cartas, formando as melhores jogadas com 5 cartas das 9 disponíveis, o apostando para que os outros jogadores "tirem" as cartas e "não fujam", abandonando sua aposta no pote.

### Exemplo
| Mesa: 2♠ 5♣ 10♥ 7♦ 8♣ | Mesa: 2♠ 5♣ 10♥ 7♦ 8♣ | Mesa: 2♠ 5♣ 10♥ 7♦ 8♣ | Mesa: 2♠ 5♣ 10♥ 7♦ 8♣ |
| Jogador               | Mão                   | Mais Alta             |                       |
| --------------------- | --------------------- | --------------------- | --------------------- |
| Alex                  | A♠ 4♠ 5♥ K♣           | 5♥ 5♣ A♠ 10♥ 8♣       |                       |
| Bruno                 | A♥ 3♥ 10♠ 10♣         | 10♠ 10♣ 10♥ 8♣ 7♦     |                       |
| Carlos                | 7♣ 9♣ J♠ Q♠           | J♠ 10♥ 9♣ 8♣ 7♦       |                       |
| Diego                 | 4♥ 6♥ K♠ K♦           | 8♣ 7♦ 6♥ 5♣ 4♥        |                       |
| Erica                 | A♦ 3♦ 6♦ 9♥           | 10♥ 9♥ 8♣ 7♦ 6♦       |                       |

Nesta mão, o jogador "Carlos", vence com cinco cartas consecutivas (straight), sendo o straight maior que do jogadores "Diego" e "Erica".